# Mikael Gabriel
Mikael Kristian Gabriel Sohlman, znany również jako MG (ur. 25 lutego 1990 w Helsinkach) – fiński raper, czterokrotnie nominowany do Europejskiej Nagrody Muzycznej MTV dla najlepszego fińskiego wykonawcy.

## Życiorys
Jest synem Fina i Estonki. W dzieciństwie jego ojciec opuścił rodzinę, wychowywany był tylko przez matkę.
W 2009 zadebiutował albumem studyjnym pt. 5 miljoonaa muuta. W 2011 wydał drugi album pt. Pohjosen poika, z którym zadebiutował na dziewiątym miejscu listy najczęściej kupowanych płyt w kraju. W 2013 wydał singiel „Kipua”, który umieścił na swoim trzecim albumie pt. Mun maailma z maja tego samego roku. Z albumem zadebiutował na 20. miejscu krajowej listy sprzedaży. W tym samym roku po raz pierwszy był nominowany do Europejskiej Nagrody Muzycznej MTV dla najlepszego fińskiego wykonawcy.
W 2015 wydał album pt. Versus, z którym zadebiutował na drugim miejscu krajowej listy sprzedaży. W tym samym roku po raz drugi był nominowany do Europejskiej Nagrody Muzycznej MTV dla najlepszego fińskiego wykonawcy. W 2016 brał udział w piątej edycji programu Vain elämää, będącego fińską wersją formatu De beste zangers van Nederland. Po finale programu na rynku ukazał się album pt. Vain elämää – Kausi 5: Ensimmäinen kattaus, zawierający wybrane piosenki wykonane przez uczestników w trakcie trwania programu, w tym m.in. „Pauhaava sydän”, „Mun koti ei oo täällä” i „Lumi teki enkelin eteiseen” w interpretacji Gabriela. W tym samym roku zadebiutował jako aktor w horrorze Taneli Mustonena Bodom. W 2017 po raz trzeci zdobył nominację do Europejskiej Nagrody Muzycznej MTV dla najlepszego fińskiego wykonawcy. W 2018 wydał piąty album studyjny pt. Ääripäät, z którym dotarł do pierwszego miejsca krajowej listy sprzedaży. Wiosną objął funkcję jurora w drugiej edycji fińskiej wersji programu X Factor. Jesienią po raz czwarty zdobył nominację do Europejskiej Nagrody Muzycznej MTV dla najlepszego fińskiego wykonawcy. W 2021 uczestniczył w 14. edycji programu rozrywkowego Tanssii tähtien kanssa.

## Dyskografia
Albumy studyjne
- 5 miljoonaa muuta (2009)
- Pohjosen poika (2011)
- Mun maailma (2013)
- Versus (2015)
- Vain elämää – Kausi 5: Ensimmäinen kattaus (2016, nagrany z uczestnikami programu Vain elämää)
- Ääripäät (2018)